# Pine Ridge (Florida, Collier megye)
Pine Ridge statisztikai település az USA Florida államában, Collier megyében. Lakosainak száma 1717 fő (2020. április 1.).

## Népesség
A település népességének változása:

| 2010 | 1 918 |
| 2020 | 1 717 |